# ستيفن هيويت
ستيفن هيويت (بالإنجليزية: Steven Hewitt)‏ (5 ديسمبر 1993 بمانشستر في المملكة المتحدة - ) هو لاعب كرة قدم بريطاني في مركز الوسط. لعب مع نادي بيرنلي ونادي ساوثبورت وAlfreton Town F.C. ‏ وChester F.C. ‏.

## وصلات خارجية
- ستيفن هيويت على موقع قاعدة بيانات كرة القدم.إي يو (الإنجليزية)
- ستيفن هيويت على موقع Soccerbase.com (لاعب) (الإنجليزية)
- ستيفن هيويت على موقع Soccerway.com (الإنجليزية)
- ستيفن هيويت على موقع AS.com (الإسبانية)